# Carl Henrik Wrangel
Carl Henrik Wrangel, född 28 januari 1681 i Hapsal i Estland, död 23 mars 1755 i Sperlingsholm, var en svensk friherre  (Wrangel af Adinal) och militär (fältmarskalk). Han var son till Reinhold Wrangel, far till Georg Gustaf Wrangel af Adinal och brorson till Didrik Wrangel af Adinal.

## Biografi
Carl Henrik Wrangel gick i krigstjänst vid 15 års ålder och deltog i flera av Karl XII:s fälttåg, varvid han kom att befordras till kapten vid Livgardet och senare överstelöjtnant vid Skånska ståndsdragonerna. Efter slaget vid Poltava 1709 tillfångatogs han av ryssarna. Vid hemkomsten 1722 utnämndes han till överste vid Nylands regemente till häst, 1727 överste för Tavastehus regemente, 1729 för Nylands dragonregemente, 4 september 1732 generalmajor och 1739 överste för Skaraborgs regemente. 1732 blev han också landshövding i Österbottens län, men utnämningen blev kortvarig. 1739 föreslogs han till riksråd, men tackade nej till detta "för att vid armén och krigsväsendet få förbliva".
Vid utbrottet av ryska kriget 1741 förde han under Henrik Magnus von Buddenbrock befälet över den ena, omkring 4 000 man starka avdelningen av svenska armén i Finland.
I spetsen för denna inlät han sig – för att skydda Villmanstrand – i strid med en mer än dubbelt så talrik rysk armékår utan att invänta Buddenbrocks avdelning (se slaget vid Villmanstrand). Buddenbrocks avdelning var på väg, och Wrangel hade fått order om att inte lämna sin fördelaktiga position förrän förstärkning kommit. Hans finska trupper insåg att situationen var hopplös och flydde. Ryssarna stormade därpå Villmanstrand, varvid Carl Henrik Wrangel, som i slaget fått sin högra arm sönderskjuten, åter togs tillfånga. (Trots Wrangels agerande fick Buddenbrock hela skulden för nederlaget och halshöggs efter 41 års tjänst i den svenska armén, troligen främst för att Wrangel tillhörde mösspartiet och Buddenbrock hattpartiet som startat kriget.)
Vid sin hemkomst ur fångenskapen 1742 erhöll Wrangel dyrbara presenter av kungen och Stockholms borgerskap och 1743 blev han generallöjtnant, överste för Närkes och Värmlands regemente samt general. År 1754 utnämndes han till fältmarskalk.
Under Dalupproret 1743 var han en av de deputerade som skulle söka avstyra dalkarlarnas tåg mot Stockholm, men oaktat sin popularitet förmådde han inte uträtta något. Politiskt sett var han en moderat mössa, men deltog inte mycket i riksdagsstriderna.
År 1748 köpte han godset Sperlingsholm utanför Halmstad av sin släkting Georg Bogislaus Staël von Holstein. Där avled han i mars 1755. Han efterlämnade tre barn.